# 學分
學分（英文：Credit）是大多數中学、大學及高等教育院校所採用的單位，用以衡量學科的程度及所需時間。學生一般需要修讀一個指定的學分下限才可畢業，而其成績（如成績平均積點）也會按各學科的學分比例加權計算。
一種常見的學分計算方法是與該科目的每星期上課的小时數目掛鉤，如每星期上3小時課即為3學分。而中學的學分計算方法則是每半年為0.5學分。